# James Commodore L25
De James Commodore L25 was een 250cc-motorfiets die het Britse merk James produceerde van 1957 tot 1962.

## Voorgeschiedenis
James uit Birmingham al had van 1924 tot 1939 250cc-modellen geleverd, maar na de Tweede Wereldoorlog startte de productie met veel lichtere modellen op. Vanaf 1950 was dat de 200cc-James Captain en vanaf 1954 werd daar de 225cc-James Colonel aan toegevoegd. James was tot al overgenomen door Associated Motor Cycles, waartoe ook het merk Francis-Barnett behoorde. AMC paste badge-engineering toe, waardoor de modellen van verschillende merken sterk op elkaar leken en ook dezelfde motor hadden. Zo was de James Captain gelijk aan de Francis-Barnett Falcon en de James Colonel was identiek aan de Francis-Barnett Cruiser 75.

## James Commodore L25
Zowel de James Colonel als de FB Cruiser 75 kregen in 1957 opvolging van 250cc-modellen, de James Commodore L25 en de Francis-Barnett Cruiser 80. Beiden kregen de AMC 25 T-eencilindertweetaktmotor met vier versnellingen. Het waren echte toermotorfietsen, met forse spatborden en vooral rond het achterwiel veel plaatwerk, naar de mode van die tijd. De James was in de fabriekskleur bordeauxrood gespoten, maar had grijze tankflanken met gouden biezen en een grijs duozadel, maar klanten konden ook kiezen voor een grijze hoofdkleur waarbij de tankflanken blauw met gouden biezen waren en het duozadel zwart. Vanaf 1960 werd het kleurenschema uitgebreid met "Stromboli Red". De productie werd in 1962 beëindigd toen een vlotter en moderner model verscheen, de James Superswift.